# Димитр Кумчев
Димитр Ангелов Кумчев (болг. Димитър Ангелов Кумчев; нар. 20 квітня 1980, Асеновград, Пловдивська область) — болгарський борець вільного стилю і пляжний борець, бронзовий призер чемпіонату Європи, учасник Олімпійських ігор у змаганнях з вільної боротьби, чемпіон світу з пляжної боротьби.

## Біографія
Боротьбою займається з 1993 року. У 2000 посів третє місце на чемпіонаті Європи серед юніорів. Виступав за клуби «Тракієц» Пловдив, «Локомотив» Пловдив, «Борба-Асеновец» Асеновград. Він багаторазовий переможець традиційного турніру з боротьби в Асеновграді, який щорічно проводиться 1 лютого з нагоди Святого Трифона. Після завоювання бронзової нагороди на чемпіонаті Європи 2010 року за рішенням міської ради Асеновграда спортсмену було присуджено звання Почесного громадянина цього міста.

## Спортивні результати на міжнародних змаганнях

### Виступи на Олімпіадах
| Змагання                    | Збірна   | Вагова категорія | Місце |
| --------------------------- | -------- | ---------------- | ----- |
| Літні Олімпійські ігри 2016 | Болгарія | 125 кг           | 18    |

### Виступи на Чемпіонатах світу
| Змагання                                | Збірна   | Вагова категорія | Місце  |
| --------------------------------------- | -------- | ---------------- | ------ |
| Чемпіонат світу з боротьби 2005         | Болгарія | 96 кг            | 26     |
| Чемпіонат світу з пляжної боротьби 2009 | Болгарія | + 85 кг          | Золото |
| Чемпіонат світу з боротьби 2009         | Болгарія | 120 кг           | 13     |
| Чемпіонат світу з боротьби 2010         | Болгарія | 120 кг           | 14     |
| Чемпіонат світу з боротьби 2011         | Болгарія | 120 кг           | 12     |
| Чемпіонат світу з боротьби 2013         | Болгарія | 120 кг           | 21     |

### Виступи на Чемпіонатах Європи
| Змагання                         | Збірна   | Вагова категорія | Місце  |
| -------------------------------- | -------- | ---------------- | ------ |
| Чемпіонат Європи з боротьби 2005 | Болгарія | 96 кг            | 7      |
| Чемпіонат Європи з боротьби 2007 | Болгарія | 96 кг            | 19     |
| Чемпіонат Європи з боротьби 2008 | Болгарія | 120 кг           | 8      |
| Чемпіонат Європи з боротьби 2010 | Болгарія | 120 кг           | Бронза |
| Чемпіонат Європи з боротьби 2012 | Болгарія | 120 кг           | 5      |
| Чемпіонат Європи з боротьби 2013 | Болгарія | 120 кг           | 7      |

### Виступи на Європейських іграх
| Змагання              | Збірна   | Вагова категорія | Місце |
| --------------------- | -------- | ---------------- | ----- |
| Європейські ігри 2015 | Болгарія | 125 кг           | 15    |

### Виступи на Кубках світу
| Змагання                    | Збірна   | Вагова категорія | Місце |
| --------------------------- | -------- | ---------------- | ----- |
| Кубок світу з боротьби 2012 | Болгарія | 120 кг           | 6     |

### Виступи на інших змаганнях
| Змагання                                           | Збірна   | Вагова категорія | Місце  |
| -------------------------------------------------- | -------- | ---------------- | ------ |
| Гран-прі Німеччини з боротьби 2005                 | Болгарія | 96 кг            | Срібло |
| Турнір Дана Колова — Николи Петрова 2007           | Болгарія | 120 кг           | 10     |
| Меморіал Вацлава Циолковського 2011                | Болгарія | 120 кг           | 11     |
| Меморіал Іона Корнеану 2011                        | Болгарія | 120 кг           | Бронза |
| Вогні Москви 2011                                  | Болгарія | 120 кг           | Бронза |
| Турнір Дана Колова — Николи Петрова 2012           | Болгарія | 120 кг           | Срібло |
| Турнір Яшара Догу 2012                             | Болгарія | 120 кг           | 5      |
| Олімпійський кваліфікаційний турнір 2012 (Тайюань) | Болгарія | 120 кг           | 8      |
| Турнір Дана Колова — Николи Петрова 2013           | Болгарія | 120 кг           | Золото |
| Кубок Тахті 2015                                   | Болгарія | 125 кг           | 5      |
| Турнір Яшара Догу 2015                             | Болгарія | 125 кг           | 17     |
| Турнір Дана Колова — Николи Петрова 2015           | Болгарія | 130 кг           | Бронза |
| Меморіал Вацлава Циолковського 2016                | Болгарія | 125 кг           | 15     |
| Гран-прі Німеччини з боротьби 2016                 | Болгарія | 125 кг           | 5      |